# Marek Fritzhand
Marek Fritzhand (ur. 12 października 1913 w Buczaczu, zm. 2 grudnia 1992 w Warszawie) – polski filozof marksistowski i etyk, profesor zwyczajny Uniwersytetu Warszawskiego.

## Życiorys
Ukończył studia filozoficzne na Uniwersytecie Jana Kazimierza we Lwowie, gdzie jego nauczycielami byli m.in. Kazimierz Ajdukiewicz i Roman Ingarden. W 1936 uzyskał tytuł magistra na podstawie napisanej pod kierunkiem R. Ingardena pracy pt. Pojęcie dobra i zła u Schelera i Hartmanna. Następnie podjął pracę nauczyciela.
Po zajęciu wschodnich terenów RP przez ZSRR wcielono go do Armii Czerwonej. W 1943 został żołnierzem Ludowego Wojska Polskiego. W 1944 należał do korpusu oficerów polityczno-wychowawczych 1. Dywizji Piechoty im. Tadeusza Kościuszki. W wojsku pozostawał do 1948.
W 1950 podjął pracę w Uniwersytecie Warszawskim w kierowanej przez Adama Schaffa Katedrze Filozofii. W 1951 na podstawie przygotowanej pod kierunkiem Tadeusza Kotarbińskiego rozprawy pt. O powinnościach i normach moralnych otrzymał w UW stopień naukowy doktora. W 1954 został w Uniwersytecie Warszawskim profesorem nadzwyczajnym, a w 1965 profesorem zwyczajnym. W 1962 objął kierownictwo Katedry Etyki UW.
W 1952 został członkiem korespondentem, a w 1961 członkiem rzeczywistym PAN. W latach 1972–1980 był przewodniczącym Komitetu Nauk Filozoficznych Polskiej Akademii Nauk.
Od 1944 należał do PPR, a od 1948 do PZPR. Od 1982 był członkiem Rady Naukowej Instytutu Podstawowych Problemów Marksizmu-Leninizmu.
Był założycielem drugiego, po amerykańskiej „Ethics”, czasopisma naukowego specjalnie poświęconego teoretycznym i normatywnym zagadnieniom etyki „Etyka”. Wychowawca kilku pokoleń adeptów i profesorów etyki w Polsce. Przyjmuje się, że do jego uczniów należą m.in.: Henryk Jankowski, Stanisław Soldenhoff, Jacek Hołówka i Zbigniew Szawarski.
Jego działalność naukowa przyczyniła się do rozwoju i utrwalenia w Polsce (ale nie tylko, jako że jego prace były tłumaczone na wiele języków świata) zainteresowań etyką marksistowską. Jako jeden z pierwszych wprowadził w Polsce na szerszą skalę problematykę metaetyki (wówczas odrzucaną przez oficjalny marksizm).

## Wybrane prace
- Człowiek, humanizm, moralność. Ze studiów nad Marksem (1961, II wyd. 1966);
- Myśl etyczna młodego Marksa (1961, II wyd. 1978);
- W kręgu etyki marksistowskiej. Szkice i polemiki etyczne (1966);
- Główne zagadnienia i kierunki metaetyki. O metaetyce, intuicjonizmie i emotywizmie (1970);
- O niektórych właściwościach etyki marksistowskiej (1974);
- Wartości a fakty (1982);
- Aktualność spuścizny etycznej Lenina (1987);
- Etyka. Pisma wybrane (1990).

## Ordery i odznaczenia
- Order Krzyża Grunwaldu III klasy
- Krzyż Kawalerski Orderu Odrodzenia Polski
- Krzyż Walecznych
- Złoty Krzyż Zasługi (dwukrotnie, po raz drugi 28 września 1954[7])
- Medal 10-lecia Polski Ludowej (19 stycznia 1955)[8]
- Medal Komisji Edukacji Narodowej
- Odznaka tytułu honorowego „Zasłużony Nauczyciel PRL”
- Order Wojny Ojczyźnianej (ZSRR)[5]